# ブリヂストンオープンゴルフトーナメント
ブリヂストンオープンゴルフトーナメント（Bridgestone Open）は、日本の大手タイヤメーカーのブリヂストンの主催、日本ゴルフツアー機構（JGTO）公認の男子プロゴルフトーナメントの一つで、毎年10月第2週に千葉県千葉市緑区の袖ヶ浦カンツリークラブ袖ヶ浦コースを舞台にして開催されていた。
1972年に「ブリヂストントーナメント」としてスタートし、1991年より「ブリヂストンオープン」に名称が変更となった。2021年の実績は賞金総額1億5000万円、優勝賞金3000万円。しかし2021年の開催をもって終了することとなった。

## 大会歴代優勝者
| 開催年 | 開催回 | 優勝者               | 優勝スコア   | 備考 |
| ------ | ------ | -------------------- | ------------ | --- |
| 2021年 | 第49回 | 杉山知靖             | 265 (-19) 。 | 新型コロナの影響で一般非公開 |
| 2019年 | 第48回 | 今平周吾             | 131 (-11)    | 「ZOZO CHAMPIONSHIP」を行うため、この年から開催時期を2週間繰り上げ。 令和元年東日本台風（台風19号）による悪天候により3日目及び最終日が中止。2日間競技に短縮。 |
| 2018年 | 第47回 | 今平周吾             | 268 (-16)    | |
| 2017年 | 第46回 | 時松隆光             | 133 (-9)     | 悪天候のため、初日と最終日が中止となり2日間競技。 |
| 2016年 | 第45回 | 小平智               | 270 (-14)    | |
| 2015年 | 第44回 | 松村道央             | 275 (-9)     | |
| 2014年 | 第43回 | 小田孔明             | 269 (-15)    | |
| 2013年 | 第42回 | 丸山大輔             | 203 (-10)    | 大会3日目が中止。54ホールに短縮して施行。 |
| 2012年 | 第41回 | 谷口徹               | 272 (-12)    | |
| 2011年 | 第40回 | 谷口徹               | 269 (-15)    | この年からパー71に変更して施行。 |
| 2010年 | 第39回 | 池田勇太             | 265 (-23)    | |
| 2009年 | 第38回 | 池田勇太             | 270 (-18)    | |
| 2008年 | 第37回 | 矢野東               | 267 (-21)    | |
| 2007年 | 第36回 | 片山晋呉             | 270 (-18)    | |
| 2006年 | 第35回 | 手嶋多一             | 266 (-22)    | |
| 2005年 | 第34回 | デビッド・スメイル   | 272 (-16)    | |
| 2004年 | 第33回 | 谷口徹               | 272 (-16)    | |
| 2003年 | 第32回 | 尾崎直道             | 267 (-21)    | ポール・シーハンとのプレーオフを制す。 |
| 2002年 | 第31回 | スコット・レイコック | 272 (-16)    | |
| 2001年 | 第30回 | 伊澤利光             | 274 (-14)    | |
| 2000年 | 第29回 | 佐藤信人             | 272 (-16)    | 2年ぶり2度目 |
| 1999年 | 第28回 | 丸山茂樹             | 268 (-20)    | 3年ぶり3度目 |
| 1998年 | 第27回 | 佐藤信人             | 275 (-13)    | 尾崎健夫とのプレーオフを制す。 |
| 1997年 | 第26回 | 尾崎将司             | 273 (-15)    | 9年ぶり2度目 |
| 1996年 | 第25回 | 丸山茂樹             | 272 (-16)    | |
| 1995年 | 第24回 | 丸山茂樹             | 274 (-14)    | |
| 1994年 | 第23回 | ブライアン・ワッツ   | 274 (-14)    | |
| 1993年 | 第22回 | 白浜育男             | 271 (-17)    | 5年5ヶ月ぶりのツアー制覇 |
| 1992年 | 第21回 | 倉本昌弘             | 271 (-17)    | 7年ぶり3度目 西川哲とのプレーオフを制す。 |
| 1991年 | 第20回 | 青木功               | 134 (-10)    | 雨の影響により2日間競技に短縮。 |
| 1990年 | 第19回 | 藤木三郎             | 274 (-14)    | 横山明仁とのプレーオフを制す。 |
| 1989年 | 第18回 | ロジャー・マッカイ   | 277 (-11)    | |
| 1988年 | 第17回 | 尾崎将司             | 273 (-15)    | |
| 1987年 | 第16回 | デビッド・イシイ     | 282 (-6)     | 芹澤信雄、 牧野裕（英語版）とのプレーオフを制す。 |
| 1986年 | 第15回 | 尾崎健夫             | 276 (-12)    | |
| 1985年 | 第14回 | 倉本昌弘             | 273 (-15)    | 最終日上がり3連続バーディーを奪い、 最終ホールで青木功を逆転、大会連覇を達成                                                                                  |
| 1984年 | 第13回 | 倉本昌弘             | 279 (-9)     | 岩下吉久、陳志忠、 サム・トーランスとのプレーオフを制す |
| 1983年 | 第12回 | 出口栄太郎           | 274(-14)     | |
| 1982年 | 第11回 | 謝敏男               | 279(-9)      | 10年ぶり2度目 新井規矩雄とのプレーオフを制す |
| 1981年 | 第10回 | ヘール・アーウィン   | 275(-13)     | |
| 1980年 | 第9回  | ボブ・ギルダー       | 283(-5)      | |
| 1979年 | 第8回  | ラニー・ワドキンス   | 277(-11)     | |
| 1978年 | 第7回  | 石井裕士             | 280(-8)      | 5年ぶり2度目 |
| 1977年 | 第6回  | 小林富士夫           | 278(-10)     | |
| 1976年 | 第5回  | 村上隆               | 282(-6)      | 草壁政治、謝敏男とのプレーオフを制す |
| 1975年 | 第4回  | 山本善隆             | 283(-5)      | |
| 1974年 | 第3回  | グラハム・マーシュ   | 278(-10)     | この年から袖ヶ浦カンツリークラブ袖ヶ浦コースでの開催となる |
| 1973年 | 第2回  | 石井裕士             | 275(-13)     | 東京よみうりカントリークラブで開催 |
| 1972年 | 第1回  | 謝敏男               |              | 水海道ゴルフクラブ（茨城県常総市）で開催 |

なお、これに先立つこと2年前の1970年に、佐賀県鳥栖市のブリヂストンカンツリー倶楽部で「ブリヂストンゴルフトーナメント」として始まった。当時は、ブリヂストンタイヤ、ブリヂストンカンツリー倶楽部、西日本新聞社、テレビ西日本の4社共同主催で、11月第1週の2日間開催された。参考までに、優勝者を以下に記す。
- 1970年　 ケン・エルスワース
- 1971年　 能田征二

## テレビ放送
- 2日目のみ日テレジータス、後半2日間を後援の日本テレビをキーステーションに放送されており、NNS系列22局（秋田放送・山梨放送・北日本放送・福井放送・四国放送・高知放送・テレビ大分を除く）で3日目は生中継、最終日は録画放送されている。
- ただし2019年はラグビーワールドカップ2019中継の関係で3日目は50分の短縮録画放送される。